# 9762 Hermannhesse
9762 Hermannhesse (1991 RA5) là một tiểu hành tinh vành đai chính được phát hiện ngày 13 tháng 9 năm 1991 bởi Freimut Börngen & Schmadel, L. D. ở Tautenburg.